# Stephen Curry
Wardell Stephen Curry II (14 de març de 1988, Akron, Ohio, Estats Units) és un jugador de basquetbol estatunidenc dels Golden State Warriors de l'NBA. Fa 1,91 metres d'alçada, juga en posició de base, tot i que també pot fer d'escorta. És fill de l'exjugador de l'NBA Dell Curry, i germà del també jugador Seth Curry, dels Philadelphia 76ers. És quatre vegades campió de l'NBA i una vegada MVP de les finals.

## Trajectòria esportiva

### Universitat
Va jugar durant 3 temporades amb els Wildcats del Davidson College, en què va fer 25,3 punts de mitjana, 4,5 rebots i 3,7 assistències per partit. No va trigar gaire a demostrar les seves qualitats, ja que en el segon partit oficial, contra el Michigan Wolverines, va aconseguir 32 punts, 9 rebots i 4 assistències. Va acabar la temporada sent el líder a la Southern Conference en anotació, amb 21,5 punts per partit, essent el segon millor anotat novell de tot el país després del jugador de Texas Kevin Durant.
A la segona temporada va tornar a liderar en anotació en la seva conferència, en aconseguir una mitjana de 25,9 punts per partit, 4,6 rebots, 2,9 assistències i 2,0 robatoris de pilota. Va acabar sent escollit al segon quintet de l'All-American, a més de ser finalista al Premi John R. Wooden. També va batre el rècord de més triples anotats per un jugador de l'NCAA en una temporada: 162.
En el seu últim any com a universitari va liderar la divisió I de l'NCAA en anotació, amb 28,6 punts per partit. Va aconseguir el seu top anotador contra Oklahoma, en fer 44 punts. Fou inclòs al primer equip All-American.

#### Estadístiques
| Temporada | Equip             | P   | PTS  | REB | AST | ROB | TAP | %TC  | %3P  | %TL  | MIN  | PER |
| --------- | ----------------- | --- | ---- | --- | --- | --- | --- | ---- | ---- | ---- | ---- | --- |
| 2006–07   | Davidson Wildcats | 34  | 21.5 | 4.6 | 2.8 | 1.8 | 0.2 | .463 | .408 | .855 | 30.9 | 2.8 |
| 2007–08   | Davidson Wildcats | 36  | 25.9 | 4.6 | 2.9 | 2.1 | 0.4 | .483 | .439 | .894 | 33.1 | 2.6 |
| 2008–09   | Davidson Wildcats | 34  | 28.6 | 4.4 | 5.6 | 2.5 | 0.2 | .454 | .387 | .876 | 33.7 | 3.7 |
| Totals    | Totals            | 114 | 25.3 | 4.5 | 3.7 | 2.1 | 0.3 | .467 | .412 | .876 | 32.6 | 3.0 |

### Professional
Va ser escollit a la setena posició del draft de l'NBA del 2009 per Golden State Warriors. El 27 de febrer de 2013 va aconseguir el rècord personal d'anotació (i el del seu equip) amb 54 punts i 11 triples. Ell i el seu company d'equip Klay Thompson formen "The Splash Brothers". El 2014 va ser convocat per la selecció dels Estats Units per participar en el mundial del 2014.
El 14 de febrer de 2015 va guanyar el seu primer concurs de triples en l'All-Star 2015 celebrat a Nova York. En aquella mateixa temporada (2014-2015) va aconseguir guanyar el títol de MVP de la temporada regular i posteriorment el campionat amb els Golden State Warriors.
La temporada 2016-2017 es va proclamar campió de l'NBA amb els Golden State Warriors. La fita la repetiria l'any següent, el 2018. Després de dos anys de sequera, la temporada 2021-2022 es va alçar amb el seu quart anell de campió després de derrotar els Boston Celtics a les finals. Ho va fer com a líder indiscutible de l'equip, anotant 34 punts al sisè i definitiu partit. Per tot plegat, va obtenir el premi d'MVP de les finals.

#### Rècords
El 17 abril 2013 enfrontant als Blazers de Portland havia ja batut el rècord de triples anotats durant una temporada regular, marca que fins a aquest moment posseïa Ray Allen, fixant aquest any el nou rècord en 272 tirs de tres durant setanta-vuit partits (tres per dalt d'Allen que havia aconseguit 269 triples a la temporada 2005-2006), amb un promitg de 3.48 triples per joc. A més, aquesta mateixa campanya Stephen Curry va aconseguir la marca amb un percentatge de tir de triple del 45,3%, superior al 41,2% Ray Allen, és a dir, va requerir una menor quantitat d'intents per aconseguir un nombre més gran d'anotacions. En 2014, es va convertir en el primer jugador de la història de l'NBA a aconseguir una mitjana de 24 punts, 4 rebots i 8 assistències per partit i 42% d'encert en els tirs de tres punts durant tota una temporada. Fa coses sorprenents.
En la temporada 2014-15, Curry es va convertir en el segon jugador de la història del l'NBA a la mitjana més de 23 punts, 8 assistències, 4 rebots i 2 robatoris a mitja temporada. Només Michael Jordan ho havia aconseguit anteriorment. Va ser escollit MVP de l'NBA amb 1.198 punts, incloses 100 de 130 eleccions en primer lloc.
En 10 abril 2015 va tornar a batre el rècord de triples establert per ell mateix en l'any de 2013 elevant a 275 la marca de major nombre de tirs de tres anotats en una sola temporada.
Al febrer de 2016 estableix el rècord de més partits seguits anotant un triple. L'anterior rècord el tenia Kyle Korver en 127 partits. Curry va anotar 10 triples en el partit que l'enfrontava a Orlando Magic.
El 27 de febrer del 2016, trenca el rècord de triples en una sola temporada, el qual ja era seu, al mateix temps que iguala la major quantitat de triples en un sol partit amb 12, en la victòria 121-119 a Oklahoma City Thunder, incloent un triple des de gairebé meitat de pista per tancar la victòria.

#### Estadístiques temporada regular
| Any     | Equip        | PJ  | PT  | MPP  | %TC  | %3P  | %TL  | RPP | APP | ROB | TPP | PPP  |
| ------- | ------------ | --- | --- | ---- | ---- | ---- | ---- | --- | --- | --- | --- | ---- |
| 2009–10 | Golden State | 80  | 77  | 36.2 | .462 | .437 | .885 | 4.5 | 5.9 | 1.9 | .2  | 17.5 |
| 2010–11 | Golden State | 74  | 74  | 33.6 | .480 | .442 | .934 | 3.9 | 5.8 | 1.5 | .3  | 18.6 |
| 2011–12 | Golden State | 26  | 23  | 28.2 | .490 | .455 | .809 | 3.4 | 5.3 | 1.5 | .3  | 14.7 |
| 2012–13 | Golden State | 78  | 78  | 38.2 | .451 | .453 | .900 | 4.0 | 6.9 | 1.6 | .2  | 22.9 |
| Total   |              | 180 | 174 | 34.0 | .473 | .441 | .901 | 4.1 | 5.8 | 1.7 | .3  | 17.5 |

## Guardons i Assoliments

### Títols internacionals de selecció
- Curry amb la selecció en 2014.
- Medalla d'Or en Campionat Mundial de Bàsquet de 2010
- Medalla d'Or en Copa del Món de Bàsquet de 2014

### Títols i rècords de Franquícia
- 5 vegades campió de la Conferència Oest: 2015, 2016, 2017, 2018 i 2019
- 4 cops campió de l'NBA: 2015, 2017, 2018 i 2022.

### Rècords de l'NBA
- Més triples anotats en una temporada regular: 402, (2015-2016)
- Més partits seguits anotant almenys un triple: 157.
- Més triples en un partit de la NBA: 13.
- Màxim anotador de la NBA: 2016
- 5 vegades màxim anotador de triples de la NBA: 2013, 2014, 2015, 2016, 2017
- 3 vegades màxim anotador de tirs lliures de la NBA: 2011, 2015, 2016
- Més intercepcions de la NBA: 2016

### Rècords amb els Warriors
- Stephen Curry posseeix rècords de la franquícia de Golden State Warriors:

triples anotats
Partit: 12 (27 febrer 2016 vs. Oklahoma City Thunder)
tirs lliures
Percentatge en una temporada: 0.934 (2010-2011)

### Guardons i assoliments personals
- Triat en el millor quintet de rookies 2010 millor cinc de rookies, de l'NBA.
- 5 vegades triat per jugar All-Star Game de l'NBA: 2014, 2015, 2016, 2017, 2018.
- Campió del Skills Challenge "Concurs d'habilitats" de l'All-Star Weekend de l'NBA en 2011.
- Escollit per participar en el Skills Challenge "concurs d'habilitats" de l'All-Star Weekend de la NBA a 2012.
- Campió del Concurs de triples de l'All-Star Weekend de l'NBA en 2015.
- 2 cops MVP de la temporada regular: 2015, 2016
- 2 vegades en el millor cinc de l'NBA: 2015, 2016.
- 1 vegada en el segon millor cinc de l'NBA: 2014.
- 1 vegada MVP de les finals de l'NBA: 2022.[2]
- Líder de la temporada NBA 2012-2013 en tirs de triples anotats: 272
- Líder de la temporada NBA 2014-2015 en tirs de triples anotats: 286
- Escollit jugador més esportiu de l'NBA en 2011.